# Абдинов, Джавад Шахвалед оглы
Джавад Шахвалед оглы Абдинов (азерб. Cavad Şahvələd oğlu Abdinov; род. 5 января 1940, Бехруд, Нахичеванская АССР) — азербайджанский физик, доктор физико-математических наук (1976), профессор (1982), член-корреспондент НАНА (2007), академик (2014).

## Биография
Джавад Абдинов родился 5 января 1940 года в селе Бехруд Ордубадском районе Нахичеванской АССР. В 1961 году окончил Азербайджанский государственный педагогический институт. До 1973 года работал научным сотрудником института физики НАНА. В 1973 году назначен заведующим отделом в институте «Фотоэлектроники». В 1976 году защитил докторскую диссертацию по специальности 01.04.10 — Физика полупроводников и диэлектриков. В 1982 году получил звание профессора. В 2007 году избран член-корреспондентом НАНА, в 2014 году избран академиком НАНА. В настоящее время Дж. Абдинов — руководитель лаборатории «Твёрдотелная электроника» и заместитель директора по научной работе Института физики НАНА.

## Научная деятельность
Джавад Абдинов установил механизмы ряда структурных, примесных, стационарных и нестационарных электронных, фононных и физико-химических явлений в различных модификациях и агрегатных состояниях селена, селенидов переходных металлов, твёрдых растворов теллуридов висмута и систем висмут-сурьма, Pb1-XMnXTe, а также в структурах на их основе. Им разработаны научные основы создания новых высокоэффективных термо- и магнитотермоэлектрических электронных преобразователей на основе этих систем, измерительных и неразрушающих методов диагностики герметичных фотоприёмников.
Д. Абдинов — автор 273 опубликованных научных работ, 28 авторских свидетельств. Им подготовлено 26 кандидатов и 4 доктора наук.

### Некоторые научные работы
- Физика селена (монография). — Баку: Элм, 1975. — 408 с.
- Развитие физики селена (монография). — Баку: Элм. — 232 с.
- Фотоэмиссионный гальваномагнитный эффект // Журнал технической физики. — 1996. — № 11. — С. 203—206.
- Селен как полимерный полупроводник и механизм его проводимости. — ДАН СССР, 1968. — № 4. — С. 782—784.
- Физико-химические и электрические явления на границе раздела твёрдых растворов систем BiTe-SbTe и BiTe-BiSe  с контактными материалами // Неорганические материалы. — Российская АН, 1997. — № 4. — С. 27—38.